# 大聖寺 (京都市)
大聖寺（だいしょうじ）は、京都市上京区にある臨済宗系単立の寺院。山号は岳松山。本尊は釈迦如来。御寺御所とも称する、歴代24人の内親王が住持を務めた天皇家ゆかりの尼門跡寺院である。室町幕府の花の御所跡地の一部を占める。

## 歴史
開山は無相定円禅尼。無相定円は俗名を日野宣子といい、足利義満正室・日野業子の叔母であり、後光厳天皇の典侍である。定円禅尼は貞治7年（1368年）に光厳法皇の法事が天龍寺で行われた際、春屋妙葩を導師として落飾（出家）した。足利義満は花の御所（足利将軍邸）内の岡松殿に定円禅尼を住まわせた。無相定円が永徳2年（1382年）に没した後、岡松殿を寺にしたのが大聖寺である。寺号は定円禅尼の法名に因み、山号の岳松山は岡松殿に由来している。
当寺はその後、長谷（ながたに、現・左京区岩倉長谷町）に移転し、さらに文明11年（1479年）には毘沙門町（現・上京区上立売通寺町西入る）に移転した。
正親町天皇の皇女が入寺した際、天皇から尼寺第一位の綸旨を得、御寺御所と称される尼門跡寺院となっている。
当寺は延宝元年（1673年）に焼失すると、元禄10年（1697年）に現在地に再興された。現在地はもともと花の御所があった一角でもあり、創建の地に近い場所でもある。また江戸時代初期には聖護院のあったところでもあり、同院が延宝3年（1675年）に焼失して現在地である左京区聖護院中町に移転した後は空き地となっていた。
境内の北側と烏丸通を挟んだ東側は同志社大学となっている。
通常は非公開であるが時折特別公開があり、近年では2013年（平成25年）および2020年（令和2年）の「京の冬の旅」で特別公開されている。

## 境内
- 本堂（国登録有形文化財） - 1943年（昭和18年）に東京都の赤坂御用地にあった青山御所から移築。もとは貞明皇后の御殿であった。
- 渡り廊下（国登録有形文化財） - 1942年（昭和17年）再建。
- 宮御殿（国登録有形文化財） - 書院。江戸時代後期再建。文政8年（1825年）頃に改修。望月玉川筆の「秋草に鹿図」や「波に鶴図」などの襖絵がある。
- 茶室「残月亭」（国登録有形文化財） - 1938年（昭和13年）築。
- 庭園（京都市指定名勝） - 枯山水庭園。元禄10年（1697年）に明正天皇の河原の御殿から材料を移して作庭された。
- 玄関（国登録有形文化財） - 1923年（大正12年）再建。
- 高塀（国登録有形文化財） - 1942年（昭和17年）頃築。
- 東門 - 1922年頃（大正11年頃）再建。
- 東面築地（国登録有形文化財） - 1922年（大正11年）頃再建。
- 不浄門
- 南面築地（国登録有形文化財） - 江戸時代後期再建。
- 表門（国登録有形文化財） - 1922年（大正11年）に現在地に移築。

## 文化財

### 重要文化財
- 絹本著色一翁院豪像
- 無外如大自筆譲状

### 国登録有形文化財
- 表門
- 玄関
- 残月亭
- 高塀
- 東面築地
- 南面築地
- 本堂
- 宮御殿
- 渡り廊下

### 京都市指定名勝
- 大聖寺庭園[2]

## 前後の札所
神仏霊場巡拝の道
97 宝鏡寺　-　98 大聖寺　-　99 相国寺